# ویپرا
ویپرا (به آلمانی: Wippra) یک منطقهٔ مسکونی در آلمان است که در مانسفلد-زودهارتس واقع شده‌است. ویپرا ۱٬۵۵۲ نفر جمعیت دارد.